# A horgosi csárda
Az A horgosi csárda kezdetű magyar népdalt Kiss Lajos gyűjtötte Csongrád vármegyei Horgoson 1942-ben.
Két szólamú kánonban is énekelhető.

## Kotta és dallam
A horgosi csárda ki van festve.

Oda jár a cimbalmos a cimbalmával cimbalmozni minden este.

Kocsmárosné azt hiszi, hogy a lányát elveszi

egyvalaki.

## Felvételek
- Énekvizsga. Lukács Mónika  YouTube (2012. december 26.)  (Hozzáférés: 2016. április 29.) (videó) 0:34-ig.
- A horgosi csarda. De Piccolo's gyermekkórus (Belgium)  YouTube (2009. február 23.)  (Hozzáférés: 2016. április 29.) (videó)
- Horgosi csarda. YouTube. Tóthfalu (2013. december 7.)  (Hozzáférés: 2016. április 29.) (videó)
- A horgosi csárda. YouTube (2012. március 8.)  (Hozzáférés: 2016. április 29.) (videó)
- A horgosi csárda. YouTube (2012. február 20.)  (Hozzáférés: 2016. április 29.) (audió) 1:05-ig.
- Gryllus Vilmos:  A horgosi csárda ki van festve. YouTube (2013. október 18.)  (Hozzáférés: 2016. április 29.) (audió)